# Torrent de Queralt
El Torrent de Queralt és un afluent per la dreta de la Riera de Valldeperes, al Bages. El seu curs transcorre íntegrament pel terme municipal de Navars.

## Xarxa hidrogràfica
La xarxa hidrogràfica del Torrent de Queralt està integrada per 2 cursos fluvials que sumen una longitud total de 1.727 m. Tota la xarxa transcorre íntegrament pel terme municipal de Navars.